# Sikaiana
Pour les articles homonymes, voir Stewart (Nouvelle-Zélande).
Sikaiana (anciennes îles Stewart) est un atoll situé à 196 km à l'est-nord-est de Malaita, d'une longueur d'environ 14 km et avec un lagon, appelé Te Moana, entièrement fermé par le récif corallien. Sa superficie terrestre est de seulement 2 km2. Il n'y a pas d'ancrage sûr ce qui le rend souvent inaccessible.
Les 300 habitants sont d'origine polynésienne, l'île constituant une exclave polynésienne. En 1856, il fut proposé aux Hawaii d'exercer leur souveraineté sur Sikaiana et le roi Kamehameha IV ratifia cette décision mais la distance rendit cette administration difficile voire impossible et cette cession ne fut jamais mise en œuvre. Selon certains habitants de Sikaiana, ils auraient dû devenir Américains en 1898, après l'annexion des Hawaii mais les États-Unis firent noter que ces îles ne faisaient pas partie de la liste des îles annexées. Voulant voter à Hawaii en 1996, leurs inscriptions électorales furent rejetées par la commission électorale d'Hawaii.